# Джери Адамс
Джери Адамс (на ирландски: Gearóid Mac Ádhaimh) е северноирландски политик, лидер на партията Шин Фейн – политическото крило на Ирландската републиканска армия, от 1983 г.

## Биография
Роден е в многобройно католическо семейство в Северен Белфаст, Северна Ирландия през 1948 г. Баща му е републикански активист и от 16-годишен е „клиент“ на британските затвори. Заради членство в ИРА Джери Адамс е осъден на многогодишен затвор през 1971 г.
Многократно е избиран за депутат в британския парламент, но никога не встъпва в длъжност. През 1993 г. излиза с мирна инициатива за решаване на северноирландския конфликт, в резултат на която се стига до примирието от 1994 г.
През октомври 1997 г. Адамс се среща с министър-председателя на Обединеното кралство Тони Блеър. Това е първата среща на водач на Шин Фейн с британски премиер след разделението на Ирландия.